# Santa María Cahabón
Cahabón é uma cidade da Guatemala do departamento de Alta Verapaz.

## Atalhos externos
- Site do município